# 朝鮮民主主義人民共和国国防委員会
朝鮮民主主義人民共和国国防委員会（ちょうせんみんしゅしゅぎじんみんきょうわこくこくぼういいんかい）は、かつて存在した朝鮮民主主義人民共和国（北朝鮮）における国家主権の最高国防指導機関。直属の人民武力部、人民保安部、国家安全保衛部を司っていた。
2016年6月29日に開催された最高人民会議で廃止され、代わって国家の最高政策指導機関として朝鮮民主主義人民共和国国務委員会が設置された。

## 概要
国防委員会は、1972年12月27日採択の朝鮮民主主義人民共和国社会主義憲法によって設置された。設立当初は中央人民委員会傘下の部門別委員会であり、国防委員長は憲法の規定により国家主席が兼任した。
1990年5月24日に開催された第9期最高人民会議第1回会議の決議により、国防委員会は中央人民委員会から分離されて独立機関に格上げされ、「中央人民委員会国防委員会」から「朝鮮民主主義人民共和国国防委員会」へと改組された。同日の最高人民会議では国家主席以下の要職の選出が行われたが、国家主席・国家副主席に続いて国防委員会、そして中央人民委員会の構成員の順で選出されており、国防委員会は中央人民委員会よりも上位の機関であることが示された。国防委員長は憲法の規定によって国家主席の金日成が兼任していたが、1992年4月9日の憲法改正によって国家主席と国防委員長の兼職規定が削除され、翌年4月9日、金日成に代わって金正日が国防委員長に就任した。なお、この憲法改正によって「朝鮮民主主義人民共和国国防委員会」の節が設けられ、国防委員会は「国家主権の最高軍事指導機関」と規定された。
1994年に金日成が死去し、金正日が最高指導者の地位を継承した。金正日は国防委員会を通じた権力掌握の制度的基盤を構築する。1998年9月5日の第10期最高人民会議第1回会議において憲法が改正され、国防委員会は「国家主権の最高軍事指導機関かつ全般的国防管理機関」として位置づけられ、人民武力部（国防省に相当）を中心とする国防部門の中央機関の設置・廃止、重要軍事幹部の任免、戦時状態と動員令の布告などを行うことが規定された。そして、国防委員長は憲法上の職権として国家の一切の武力を指揮・統率して国防事業全般を指導することが定められた。国防委員長の職権は憲法上では軍事部門に限定されたが、同日の会議において国防委員長の選出は、憲法改正によって対外的な国家元首として位置づけられた最高人民会議常任委員長など他の国家幹部の選出に先立って行われ、代議員の金永南（同日、最高人民会議常任委員長に就任）が、金正日を国防委員長に「推戴」する演説で国防委員長を「国家の最高職責」と宣言し、「国の政治・軍事・経済力の全般を建設、指揮する」と規定した。かくして国防委員長は憲法に規定はないものの、実質的な国家元首として位置づけられた。金日成の死後、2010年9月の朝鮮労働党代表者会の開催まで、北朝鮮の指導政党である朝鮮労働党の最高意思決定機関である中央委員会政治局は機能不全に陥っていたが、日本のジャーナリストである平井久志（共同通信社編集委員兼論説委員）は、金正日は実質的に活動している党政治局員と国防委員会の構成員とで「非常評議委員会」のようなものを構成し、機関の決定を行っていたと推測している。これによれば、国防委員会は国家の最高軍事指導機関であるのみならず、朝鮮労働党政治局を代行し、北朝鮮の事実上の政策決定機関となっていたことになる。なお、2008年9月8日に開催された建国60周年慶祝中央報告大会において党中央委員会・党中央軍事委員会・国防委員会・最高人民会議常任委員会・内閣の連名で発表された「偉大な領導者、金正日同志に捧げる祝賀文」では、国防委員会は「国家領導体系の中枢」と表現されている。
2007年頃より国防委員会の内部組織が整備されていった。専従の事務局である「常務局」が設置され、この下に外事局・行政局・スポークスマンが設けられた。そして軍人だけでなく党官僚も参事などとして配置されるようになった。
2009年4月9日の憲法改正では国防委員長の権限が拡大され、「国家の最高指導者」と規定された。そして国防委員会には国家の重要政策の決定権が付与されることになった。
2011年12月17日に金正日が死去すると国防委員長は空席となり、翌2012年4月13日に開催された第12期最高人民会議第5回会議の決議によって金正日が「永遠の国防委員長」として位置づけられ、同職は事実上廃止された。そして、国防委員会の首位として新たに「国防委員会第一委員長」の職が設けられ、金正日の三男で後継者となった金正恩が「推戴」された。
金正恩が最高指導者に就任してからは、軍事的な決定は国家機関の国防委員会より党機関の中央軍事委員会で行われることが多くなっており、党の役割が再強化されたといわれている。
2016年6月29日、最高人民会議において国防委員会は廃止され、代わって非軍人も多く参画する国務委員会が設置された。

## 職権
国防委員会はその活動について最高人民会議に対して責任を負う。現行の2009年憲法（2010年に一部修正）における国防委員会の職権は以下の通り。
- 先軍革命路線（先軍政治）を貫徹するための国家の重要政策を決定する。
- 国家の全般的武力及び国防建設事業を指導する。
- 朝鮮民主主義人民共和国国防委員会決定や指示の発令。
- 朝鮮民主主義人民共和国国防委員会委員長命令や国防委員会決定・指示の執行状況を監督し、対策を立てる。
- 朝鮮民主主義人民共和国国防委員会委員長命令や国防委員会決定・指示に外れる国家機関の決定・指示を廃止する。
- 国防部門の中央機関の設置または廃止。
- 軍事称号（階級）を制定し、将領以上の軍事称号を授ける。

## 構成員
国防委員長をはじめとする構成員は最高人民会議で選出される。任期は最高人民会議と同一とされ、通常は5年。再選制限は無い。

### 1990年5月24日、第9期最高人民会議第1回会議
- 委員長：金日成（国家主席、憲法の規定による兼職）
- 第一副委員長：金正日
- 副委員長：呉振宇、崔光
- 委員：全秉浩、金鉄万、李河一、李乙雪、朱道日、金光鎮、金奉律

### 1993年4月9日、第9期最高人民会議第5回会議
- 委員長：金正日
- 第一副委員長：呉振宇[注 2]
- 副委員長：崔光[注 3]
- 委員：全秉浩、金鉄万、李河一、李乙雪、朱道日、金光鎮[注 4]、金奉律

### 1998年9月5日、第10期最高人民会議第1回会議
- 委員長：金正日
- 第一副委員長：趙明禄
- 副委員長：金鎰喆、李勇武
- 委員：金永春、延亨黙、李乙雪、白鶴林、全秉浩、金鉄万

### 2003年9月3日、第11期最高人民会議第1回会議
- 委員長：金正日
- 第一副委員長：趙明禄
- 副委員長：延亨黙[注 5]、李勇武
- 委員：金永春、金鎰喆、全秉浩、崔龍洙、白世鳳

### 2007年4月11日、第11期最高人民会議第5回会議
- 委員長：金正日
- 第一副委員長：趙明禄
- 副委員長：李勇武、金永春
- 委員：金鎰喆、全秉浩、崔龍洙、白世鳳

### 2009年4月9日、第12期最高人民会議第1回会議
- 委員長：金正日
- 第一副委員長：趙明禄
- 副委員長：金永春、李勇武、呉克烈
- 委員：全秉浩、金鎰喆[注 6]、白世鳳、張成沢、朱霜成、禹東測、朱奎昌、金正覚

### 2010年6月7日、第12期最高人民会議第3回会議
- 委員長：金正日
- 第一副委員長：趙明禄（2010年11月6日、死去）
- 副委員長：金永春、李勇武、呉克烈、張成沢
- 委員：全秉浩、白世鳳、朱霜成、禹東測、朱奎昌、金正覚

### 2011年4月7日、第12期最高人民会議第4回会議
- 委員長：金正日（2011年12月17日、死去）
- 第一副委員長：空席
- 副委員長：金永春、李勇武、呉克烈、張成沢
- 委員：白世鳳、朱霜成[注 7]、禹東測、朱奎昌、金正覚、朴道春

### 2012年4月13日、第12期最高人民会議第5回会議
- 第一委員長：金正恩
- 副委員長：金永春、李勇武、張成沢、呉克烈
- 委員：朴道春、金正覚、朱奎昌、白世鳳、崔竜海、金元弘、李明秀

### 2013年4月1日、第12期最高人民会議第7回会議
- 第一委員長：金正恩
- 副委員長：金永春、李勇武、張成沢[注 8]、呉克烈
- 委員：朴道春、朱奎昌、白世鳳、崔竜海、金元弘、金格植、崔富日

### 2014年4月9日、第13期最高人民会議第1回会議
- 第一委員長：金正恩
- 副委員長：崔竜海、李勇武、呉克烈
- 委員：張正男、朴道春、金元弘、崔富日、趙春竜[10]

### 2014年9月25日、第13期最高人民会議第2回会議
- 第一委員長：金正恩
- 副委員長：黄炳瑞、李勇武、呉克烈
- 委員：朴道春、金元弘、崔富日、趙春竜、玄永哲、李炳鉄

### 2015年4月9日、第13期最高人民会議第3回会議
- 第一委員長：金正恩
- 副委員長：黄炳瑞、李勇武、呉克烈
- 委員：玄永哲[注 9]、金元弘、崔富日、李炳鉄、趙春竜、金春燮

## 国防委員長
1972年憲法に基づいて国防委員会が設置された際は、憲法の規定によって元首である国家主席が国防委員長を兼職することになっていた。1992年憲法で国家主席と国防委員長の兼職規定が削除されて国防委員長は独立した職位となり、1992年憲法で国家主席が保有していた軍・民兵の統帥権が国防委員長に委譲された。1998年の憲法改正では国防委員会の権限が拡大し、国防委員長は憲法上の規定ではないものの、「国家の最高職責」とされた。そして2009年の憲法改正によって、国防委員長は「国家の最高指導者」として規定された。これを受けて『毎日新聞』は国防委員長を元首と表現している。
金正日は、日本の報道機関においては朝鮮労働党の最高職である「総書記」という肩書を冠して呼ばれることが多かったが、これはあくまでも党の役職名であり、国家機関における役職名は国防委員長であるため、対外的にはこれを最高指導者（事実上の国家元首）の職名として名乗っていた。そのため、南北共同宣言や日朝平壌宣言のような外交文書にも同名で署名している。
2011年の金正日の死を受けて国防委員長は空席となり、2012年4月13日の第12期最高人民会議第5回会議の決議で彼を「永遠の国防委員長」と位置づけることとなった。これによって「国防委員長」は事実上廃止となり、新たに最高職として「国防委員会第一委員長」が設けられ、三男の金正恩がこれに就任した。同会議において改正された憲法で、国防委員会第一委員長は「国家の最高指導者として対内外事業を総指揮できる」と規定された。

### 職権
2009年憲法における国防委員長の職権は以下の通り。
- 朝鮮民主主義人民共和国の最高指導者として、国家の事業全般を指導する。
- 朝鮮民主主義人民共和国の全般的武力の最高司令官となり、国家の一切の武力を指揮・統率する。
- 国防委員会の事業を直接指導する。
- 国防部門の重要幹部を任命または解任する。
- 外国と締結した重要条約を批准または廃棄する。
- 特赦権を行使する。
- 国の非常事態および戦時状態、動員令を宣言する。
- 朝鮮民主主義人民共和国国防委員会委員長命令の発令。

国防委員長はその職務について、最高人民会議に対して責任を負う。

## 歴代委員長
国防委員会委員長
- 金日成（1972年12月28日-1993年4月9日︰国家主席、憲法の規定による兼職）
- 金正日（1993年4月9日-2011年12月17日︰同日-永久）

国防委員会第一委員長
- 金正恩（2012年4月13日 - 2016年6月29日）